# TikTok tics
El denominado "Tik Tok Tic" es un trastorno de la movilidad funcional que afecta, generalmente, a chicas de entre 14 y 16 años y que causa la aparición repentina de movimientos involuntarios o repetitivos que pueden parecer tics pero no lo son, puesto que no se basan en ninguna enfermedad o causa orgánica aparente.
El Tik Tok Tic se produce debido a la visualización repetida de contenido (normalmente en Tik Tok, de ahí el nombre) en el que aparecen personas con tics reales. Ana Camacho, presidenta de la Sociedad Española de Neurología Pediátrica (SENEP), explica: “La visualización de cualquier contenido puede conducir a conductas imitativas. A veces de forma inconsciente y por cierto deseo de pertenencia a un grupo.”.Así pues, el TikTok Tic puede ser considerado un trastorno de imitación en el que las causas asociadas son normalmente psicológicas o psiquiátricas.
A pesar de la similitud de los síntomas, no debe confundirse con el síndrome de Tourette, un trastorno genético del sistema nervioso que se da en edades tempranas y se va desarrollando con el tiempo (intensificando o disminuyendo los tics), afectando principalmente al género masculino. Pr lo tanto, es necesario distinguir las personas que realmente padecen la enfermedad de las que simplemente la imitan, ya sea consciente o inconscientemente.
Algunos investigadores clasifican el Tik Tok Tic de enfermedad sociogénica masiva, puesto que involucra comportamientos, emociones o condiciones que se propagan de forma espontánea a través de un grupo.
Tal y como dice el doctor Darío Ortigoza (jefe de la Unidad de Trastornos del Movimiento en el Hospital San Juan de Dios en Barcelona, España ): “debemos tener presente que muchas veces la imitación no se hace de forma expresa. A menudo el adolescente ni siquiera es consciente de que está haciendo estos movimientos. Hay que tener en cuenta que este trastorno se da en adolescentes que pasan muchas horas ante las pantallas y pueden imitar a los tics que ven para ganar aceptación social.”
Sin embargo, hay un grupo de expertos que considera que este fenómeno se trata, simplemente, de la repetición involuntaria de los movimientos observados en otra persona (imitación), como ocurre, por ejemplo, con los bostezos.
Debido al elevado número de personas afectadas que se han visto afectadas por el Tik Tok Tic, tanto revistas científicas como periódicos de renombre iniciaron un movimiento de concienciación en el que alertaban de los peligros de este nuevo trastorno y de sus efectos. Aunque su gravedad no se equipara a la del síndrome de Tourette, el Tik Tok Tic puede llegar a derivar, en algunos casos, en la permanencia de los tics, en una Tourette leve o incluso en convulsiones epilépticas. De hecho, muchas de las personas que siguen este tipo de contenidos en redes sufren, como consecuencia, trastornos de neurodesarrollo en un grado muy leve y sin diagnosticar, lo que las predispone a sufrir ciertas patologías. Así pues, lo que empieza siendo una imitación inocente acaba por fijarse en su conducta. 
El TikTok Tic ha tenido tal impacto que el hashtag #tourettes en la plataforma de Tik Tok pasó de 1.250 millones de visualizaciones (enero 2021) a 4.800 millones en tan solo nueve meses, reuniendo, actualmente, unos 9.800 millones de visitas de forma aproximada.

## Historia

### Inicios y detección
El Tik Tok Tic empezó a detectarse cuando adolescentes de todo el mundo acudieron a sus respectivos centros médicos asegurando que habían comenzado a experimentar movimientos espasmódicos físicos y verbales ("tics") de forma repentina. Sin embargo, no fue hasta inicios de la pandemia (2020) que el número de casos aumentó de forma exponencial. Incluso The Wall Street Journal publicó un artículoinformando sobre la situación, hecho que solo preocupó más tanto a padres como a especialistas.
Aunque es necesario tener en cuenta que agunas investigaciones previas habían enfatizado ya la aparición de un nuevo síndrome infantil ligado al uso de las redes sociales (en concreto a los vídeos de Tik Tok en concreto) y que presentaba similitudes con el síndrome de Tourette.
En junio de 2021, una investigación de la Clínica Pediátrica de los Trastornos de Movimiento del Hospital Infantil de Houston (Texas, Estados Unidos) estudió y describió los casos de 6 chicas adolescentes que habían desarrollado una serie de síntomas similares a los tics. El diagnóstico final afirmó que se trataba de un Trastorno de Tic Funcional (TTF). El hecho de que todas ellas hubieran consumido previamente contenido relacionado con el síndrome de Tourette a través de distintas plataformas, ayudó a reafirmar la conclusión de que las redes sociales pueden contribuir a la propagación del trastorno de movilidad funcional de una forma que antes requería proximidad física.
En agosto de 2021, la psiquiatra Kirsten Müller-Vahl, de la Escuela de Medicina de Hannover (Alemania), publicó un estudio en la revista académica Oxford University Press afirmando haber identificado “el primer brote de un nuevo tipo de enfermedad sociogénica masiva”, que denominó “enfermedad inducida por las redes sociales masivas (mass social-media induced illness )”.

### Estudio llevado a cabo por K. R. Müller-Vahl

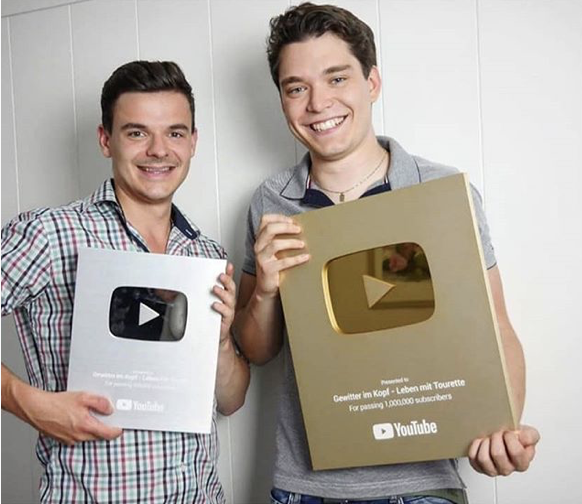
Fotografía de los youtubers alemanes Jan Zimmermann (izquierda) y Tim Lehmann (derecha)

En su artículo, Müller-Vahl explica cómo empezó su investigación. La psiquiatra detectó un incremento significativo del número de pacientes síntomas inexplicables que eran reenviados al departamento especializado en el síndrome de Tourette del Hospital en el que trabaja. Esta nueva ola de pacientes, que no habían sido previamente diagnosticados con ningún trastorno genético del sistema nervioso, contaba con una serie de “tics” similares a los del propio síndrome de Tourette.
Tras analizar una serie de casos particulares, Müller-Vahl determinó que los afectados habían desarrollado un trastorno de movilidad funcional como consecuencia de haber visto contenido sobre el síndrome de Tourette en Youtube . Aun así, es cierto que algunos pacientes sí que terminaron desarrollando un leve síndrome de la Tourette.
Las características clínicas que le permitieron llegar a esta conclusión fueron las siguientes:
- Muchos pacientes presentaban "tics" casi idénticos a los movimientos y sonidos que hace Jan Zimmermann[7](Youtuber que sufre Tourette). Los pacientes gritaban palabras en alemán como, por ejemplo: Pommes (español: patatas) o Bombe (español: bomba). Y repetían comportamientos complejos como lanzar bolígrafos o platos.
- Algunos pacientes le dieron un nombre a los síntomas que les provocaba su supuesta Tourette (tal y como hace Zimmermann).
- Muchos pacientes pronunciaban las palabras y las frases con una entonación distinta a la que usaban habitualmente, permitiendo así a los familiares distinguir una conversación normal de los supuestos tics vocales.
- Los pacientes a menudo aseguraban no poder completar una serie de tareas desagradables por culpa de los síntomas, librándose así de las obligaciones familiares y escolares. Mientras que, en el momento de realizar actividades que les gustaban, los síntomas parecían desaparecer mágicamente.
- En algunos pacientes, los síntomas desaparecieron por completo y de forma rápida después de haber descartado el diagnóstico del síndrome de la Tourette.

Müller-Vahl explica que, al tratarse de una enfermedad que, en contraste a todos los episodios anteriores de enfermedades sociogénicas de masa (MSM), se ha extendido únicamente a través de las redes sociales, es imposible detectar su origen.

### Diagnosis: TikTok Tics
Tras numerosos estudios en todo el mundo se llegó a la conclusión casi unánime de que los síntomas habían sido provocados por el contenido que veían los afectados a través de redes sociales como Tik Tok sobre personas con síndrome de Tourette.
Desde entonces, se ha detectado un número elevado de casos similares (TikTok Tics) en varios hospitales pediátricos de diferentes países. Tal y como asegura el doctor Ortigoza en La Vanguardia: “En España vemos lo mismo que en otros países: es un fenómeno mundial.”.
El TikTok Tic ha acabado afectando incluso también a las personas que ya padecían síndrome de Tourette. Un estudio del Centro Médico de la Universidad Rush liderado por la neuróloga Caroline Olvera, recogido en el artículo “TikTok Tics: una pandemia dentro de una pandemia”, analizó 3000 vídeos de TikTok y descubrió que 19 de los 28 influencers con Tourette más seguidos en la red aseguraron haber desarrollado nuevos tics después de haber visto vídeos de otros creadores.

## Síntomas
Los síntomas (repetición de movimientos o sonidos) más frecuentes en los casos de TikTok Tic son: parpadeos continuos, espasmos, arrugar la nariz, movimientos de boca, tocar u oler objetos, hacer ruidos involuntarios y decir palabras o insultos de forma espontánea.

### TikTok Tics o Síndrome de Tourette?
Para comprender mejor la diferencia entre el TikTok Tics (trastorno de la movilidad funcional) y el síndrome de la Tourette (trastorno genético), es necesario saber diferenciar los comportamientos similares a un tic de los tics reales. Para ello, se debe conocer en profundidad las características de los síntomas que provoca cada uno.
| TikTok Tics | Síndrome de Tourette |
| --- | --- |
| Inicio (o empeoramiento marcado) en la adolescencia. | Inicio en la infancia |
| Preponderante en mujeres. | Preponderante en hombres |
| No existen antecedentes individuales o familiares de trastornos de tics, TOC o TDAH. | Trastorno genético (se hereda por medio de antecedentes familiares).                                                                 |
| Ausencia de sensación premonitoria. | Sensación premonitoria. |
| Movimientos complejos de gran amplitud que se dan en el tronco o en las extremidades. Así como: tics vocales complejos, copropraxia (gestos obscenos), coprolalia extensa (incluir varias palabras creando una frase), tics de autolesiones y tics de agresión a familiares.           | Movimientos más bien simples que afectan sobre todo a los ojos, la cara y la cabeza. Por ejemplo: parpadear o aclararse la garganta. |
| Movimientos/vocalizaciones más severos o exagerados. | Movimientos/vocalizaciones más suaves o discretos.                                                                                   |
| Síntomas pueden replicar tics observados en otras personas. | Cada persona tiene una serie de tics.                                                                                                |
| Frecuencia de los movimientos/vocalizaciones alta | Frecuencia de los tics más baja. |
| Media de síntomas superior a los 10 tipos de movimientos o vocalizaciones diferentes por día. | Media de tics distintos oscila entre 2 y 3 por día.                                                                                  |
| No existe un aumento o disminución respecto a la gravedad de los síntomas. | Los síntomas van evolucionando y su gravedad puede aumentar o disminuir.                                                             |
| "Ataques de tic": episodios de movimientos o sonidos más exacerbados que pueden durar desde un par de minutos hasta horas, con un inicio y final brusco. Los movimientos o sonidos durante estos ataques parecen ser más severos, similares incluso a las convulsiones o pseudocrisis. | No se experimentan "ataques de tic".                                                                                                 |
| Los comportamientos interrumpen drásticamente las acciones o comunicaciones previstas por la persona. | Los tics no interrumpen de forma mínima las acciones o comunicaciones previstas por la persona.                                      |
| Empeoramiento de los síntomas en presencia de otras personas y mejora o desaparición del trastorno cuando el paciente está solo o realizando una actividad placentera. | Los tics no dependen de si el paciente está siendo observado o no, o de las actividades que esté realizando.                         |

## Tratamiento
Actualmente, todavía no existe un tratamiento consolidado para el TikTok Tics. Pero, aunque en ocasiones los síntomas pueden tardar en mejorar, los expertos consideran que el pronóstico es favorable.
El tratamiento exacto varía en función de cada paciente. Sin embargo, como normal general, no se recomienda el uso de medicamentos a la hora de tratar el trastorno. De hecho, recibir un diagnóstico correcto es fundamental para evitar intervenciones médicas inapropiadas.
Para la mayoría de personas, la psicoeducación y el enfoque multidisciplinar del tratamiento (que involucre múltiples servicios de salud: neurológicos, psicológicos, psiquiátricos …) lleva a una recuperación completa.
En ocasiones, los médicos pueden recetar a los pacientes medicamentos para ayudar a tratar otras afecciones que coexisten a menudo con el TTF, así como la ansiedad, la depresión o los dolores de cabeza. Se ha demostrado que ciertos medicamentos antidepresivos ayudan a los síntomas funcionales no motores, incluso en pacientes que no tienen depresión diagnosticada. Sin embargo, los mejores resultados respecto a los tratamientos enfocados a otros síntomas funcionales vienen dados por la terapia cognitivo-conductual (TCC).
Desde el Hospital de San Juan de Dios recomiendan adoptar las siguientes medidas como tratamiento:
- Minimizar la atención (negativa o positiva) hacia los movimientos o sonidos de TikTok Tics que realiza el paciente.
- Evitar la conexión a redes sociales.
- No seguir tratamientos farmacológicos aplicados a las personas con Síndrome de Tourette.
- En caso de que los síntomas persistan en el tiempo o generen una gran interferencia, visitar un centro de Salud Mental para llevar a cabo una valoración global donde se realice un análisis funcional de los síntomas, explorando así los posibles trastornos emocionales subyacentes (ansiedad y/o depresión).
- Realizar terapias psicológicas si es necesario.
- Evitar las terapias conductuales aplicadas al entrenamiento y dominio de los tics.

## Relación con la pandemia de Coronavirus
El número de casos de TikTok Tics creció de forma exponencial durante la pandemia de la Covid-19. Ciertos expertos consideran que se debe a que el estrés, la ansiedad o incluso la depresión son factores clave en el desarrollo del Tik Tok Tic.
“Siempre habíamos visto casos de trastornos de movimiento funcional, pero nunca así y en tanta cantidad. En los pacientes se daban temblores y otro tipo de movimientos, pero antes de TikTok nadie imitaba los tics. Desde el confinamiento, de algún modo esto empezó a convertirse en algo mucho más frecuente y, finalmente, cambió de forma”
-Dr. Ortigoza
Se ha establecido una relación directa entre las consecuencias psicológicas que provocó la pandemia y el desarrollo de ese trastorno. Una cifra considerable de pacientes afirma haber sufrido estrés o ansiedad debido al confinamiento y las restricciones de la Covid-19 .
"No es que la pandemia haya acelerado la incidencia de los tics, es que ha aumentado los factores de riesgo: hay más estrés y presión, que son riesgo de enfermedades mentales, como los tics en este caso.”
-Dra. Astrid Morer
De hecho, en los últimos años, se ha evidenciado un aumento de los problemas de salud mental en general. Esto se debe, principalmente, a que la pandemia supuso un mayor aislamiento social y, entre otros, un elevado uso de las redes sociales.
"A lo largo de mi carrera, nunca he visto un tal incremento de la angustia en las personas jóvenes y adolescentes, es aterrador." 

-Tamara Pringsheim
Donald Gilbert, neurólogo del Cincinnati Children's Hospital Medical Center especializado en trastornos del movimiento y el síndrome de la Tourette, confirma que a menudo los tics se manifiestan a modo de imitación o repetición continuada de determinados movimientos bastante frecuentes en TikTok. Gilbert apunta que algunos pacientes han llegado a sufrir convulsiones no epilépticas que, sin el adecuado tratamiento, podrían llegar a derivar en epilepsia.